# Batalha de Arouca
A Batalha de Arouca travou-se nos campos de Santa Eulália em 1102. D. Henrique juntou ao seu exército as gentes de Egas Moniz e venceram os muçulmanos de Lamego nesta batalha liderados por Echa Martim. Este foi capturado e acabou por se converter ao catolicismo, e D. Henrique nomeou-o senhor de Lamego.